# Чемпіонат України з регбі 2000
Чемпіонат України 2000 року з регбі-15.

## Вища ліга

### Учасники
У вищій лізі цього разу стартувало 5 колективів:
- «Арго-НАУ» (Київ)
- «Титани» (Харків)
- «ХТЗ» (Харків)
- «Краян-Космос» (Одеса)
- «Політехнік» (Київ)

На першому етапі через фінансові причини відсіявся срібний призер минулого чемпіонату — харківські «Титани». 
Матчі з роз'їздами вдома і в гостях проводяться на стадіонах: «Наука» в Києві.

### Турнірна таблиця підсумкового «Фіналу чотирьох»вищої ліги
| М | Команда                | І  | В  | Н | П  | РО      | О      |
| - | ---------------------- | -- | -- | - | -- | ------- | ------ |
| 1 | «Арго-НАУ» (Київ)      | 12 | 11 | 0 | 1  | 479-127 | 33(-1) |
| 2 | «Політехнік» (Київ)    | 12 | 7  | 0 | 5  | 326-324 | 26     |
| 3 | «ХТЗ» (Харків)         | 12 | 5  | 0 | 7  | 325-207 | 21(-1) |
| 4 | «Краян-Космос» (Одеса) | 12 | 1  | 0 | 11 | 116-588 | 13(-1) |

Примітка: Командам «Арго-НАУ», ХТЗ, і «Краян-Космос» за неявки на ігри зараховано технічні поразки (0:30) без нарахування очок

### Бомбардири
| М  | ПІБ                    | Клуб           | О  |
| -- | ---------------------- | -------------- | -- |
| 1  | Олександр Потапенко    | «Арго-НАУ»     | 95 |
| 2  | Сергій Ігнатенко       | «Політехнік»   | 60 |
| 3  | Ярослав Перегуда       | «Арго-НАУ»     | 57 |
| 4  | Юрій Бухало            | «ХТЗ»          | 49 |
| 5  | Олександр Симонович    | «Політехнік»   | 46 |
| 6  | Петро Галастян         | «Політехнік»   | 40 |
| 7  | Володимир Чередниченко | «Арго-НАУ»     | 38 |
| 8  | Юрій Морозов           | «Краян-Космос» | 32 |
| 9  | Борис Корольов         | «Арго-НАУ»     | 30 |
| 10 | Кирило Мазур           | «Арго-НАУ»     | 30 |

## Перша ліга
10 команд. Підсумкові місця:
1. «Авіатор» (Київ); 2. «Оболонь-Університет» (Хмельницький); 3. УІПА (Харків); 4. «Олімп» (Тирасполь); 5. «Академія-ВПС» (Київ); 6. «Антарес» (Київ); 7. РК Рівне; 8. КДІПІ (Сімферополь); 9. ТУМ (Кишинів); 10. «Будівельник-ОДАБА» (Одеса).